# Luci natalizie

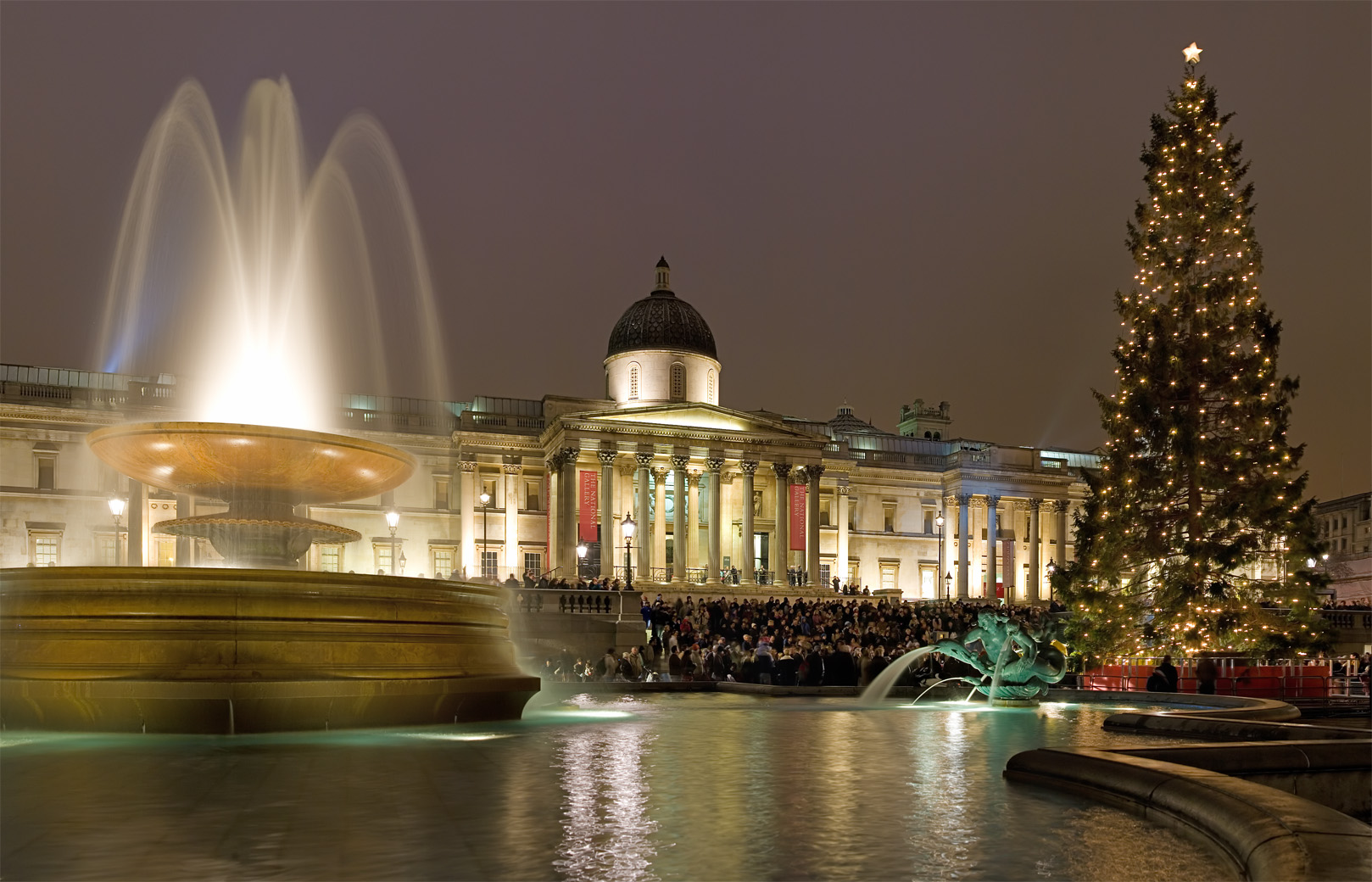
Albero di Natale di Trafalgar Square con le luci a Londra, Inghilterra

Le luci natalizie  (o luci di Natale) sono un insieme di lampadine (normali o a LED) spesso utilizzate come decorazione sia in interni che in esterni durante il periodo natalizio, compresi l'Avvento e il tempo di Natale, disponibili in varie dimensioni e colori. L'usanza risale a quando gli alberi di Natale erano decorati con delle candele, che simboleggiavano Cristo.
I primi alberi di Natale esposti pubblicamente e illuminati con luci elettriche sono diventati popolari all'inizio del XX secolo. Verso la metà del XX secolo, divenne consuetudine mostrare le luci elettriche lungo le strade e sugli edifici. Verso la fine del XX secolo, l'usanza è stata adottata anche da altre nazioni, anche al di fuori del mondo occidentale, in particolare in Giappone e Hong Kong. In tutta la cristianità, le luci di Natale continuano a mantenere il loro simbolismo di Gesù come la luce del mondo.

## Storia

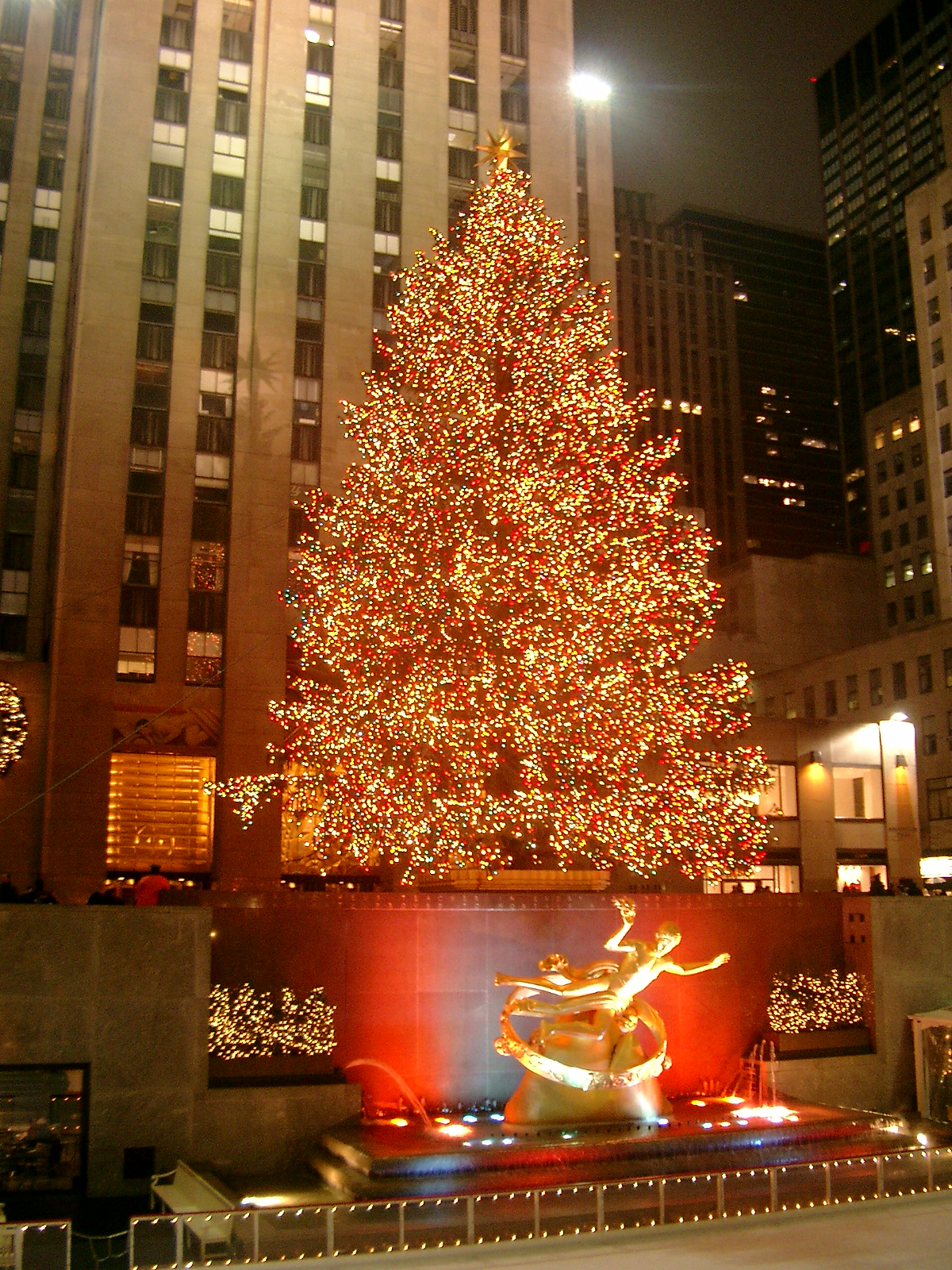
L'albero di Natale del Rockefeller Center a New York City

L'albero di Natale fu adottato in case di alta classe nella Germania del XVIII secolo, dove veniva occasionalmente decorato con le candele, che all'epoca era una fonte di luce comparativamente costosa. Le candele per l'albero erano incollate con cera fusa su un ramo di un albero o attaccate con degli spilli. Intorno al 1890, i candelabri furono usati per la prima volta per le candele di Natale. Tra il 1902 e il 1914 iniziarono ad essere usate piccole lanterne e sfere di vetro per tenere le candele. Le prime luci di Natale elettriche furono introdotte a partire dal 1880.
L'albero di Natale illuminato apparve per la prima volta nel Regno Unito durante il regno della regina Vittoria.

Nel Regno Unito, le luci di Natale alimentate elettricamente sono generalmente conosciute come luci fatate. Nel 1881, il Savoy Theatre, a Londra, fu il primo edificio al mondo ad essere interamente illuminato dall'elettricità. Joseph Swan, pioniere della lampadina a incandescenza, ha fornito circa 1.200 lampade a incandescenza e un anno dopo, il proprietario savoiardo Richard D'Oyly Carte ha utilizzato dette lampadine, in occasione della prima dell'opera di Gilbert e Sullivan, Iolanthe, il 25 novembre 1882.

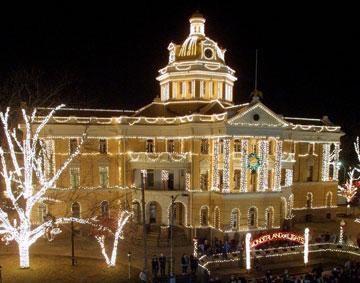
Il vecchio tribunale della contea di Harrison a Marshall, in Texas, delineato da luci di Natale

Il primo albero di Natale elettricamente illuminato fu creato da Edward H. Johnson, un socio dell'inventore Thomas Edison. Mostrò con orgoglio il suo albero di Natale, che era cablato a mano con 80 lampadine a incandescenza elettriche rosse, bianche e blu, da una misura simila a noce, il 22 dicembre 1882 nella sua casa sulla Fifth Avenue a New York City.

Nel 1895, il presidente degli Stati Uniti Grover Cleveland sponsorizzò con orgoglio il primo albero di Natale illuminato elettricamente nella Casa Bianca. Era un enorme esemplare, con più di un centinaio di luci multicolori. Le prime lampade per alberi di Natale immesse in commercio sono state prodotte in stringhe di multipli di otto prese dalla General Electric Co. di Harrison, nel New Jersey. Tuttavia, a causa degli allora alti costi di produzione dell'energia elettrica, la quasi totalità dei cittadini continuò a preferire le classiche candele di cera per addobbare i propri alberi casalinghi, e solo a partire dal 1940 si assiste ad una graduale sostituzione delle candele con luci elettriche.  

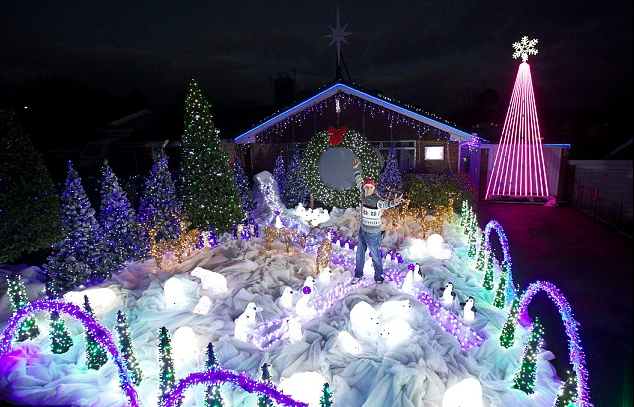
Manning Close Light Show di Natale, Wells, Somerset, in Inghilterra

San Diego nel 1904, Appleton, Wisconsin nel 1909 e New York City nel 1912 furono i primi esempi registrati dell'uso di luci natalizie all'esterno. McAdenville, North Carolina sostiene di essere stata la prima nel 1956.

## Tecnologia
Le luci natalizie (chiamate anche luci scintillanti, luci natalizie, mini luci o lucine), fili di luci elettriche utilizzati per decorare case, edifici pubblici / commerciali e alberi di Natale durante il periodo natalizio sono tra le forme più note di illuminazione natalizia. Le luci di Natale sono disponibili in una gamma incredibile di configurazioni e colori. Le piccole lampadine, comunemente conosciute come luci fatate sono anche chiamate luci italiane in alcune parti degli Stati Uniti, come ad esempio Chicago.
Le lampadine possono essere di vario formato incandescenti o LED. Meno comuni sono i set di lampade al neon. I set di lampade fluorescenti furono prodotti per un periodo limitato dalla Sylvania a metà degli anni '40.

## Galleria d'immagini

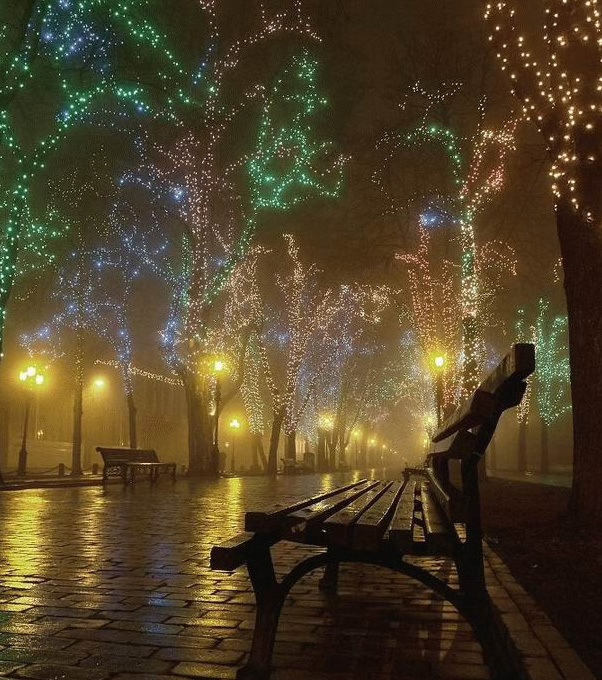
Luci di Natale sugli alberi
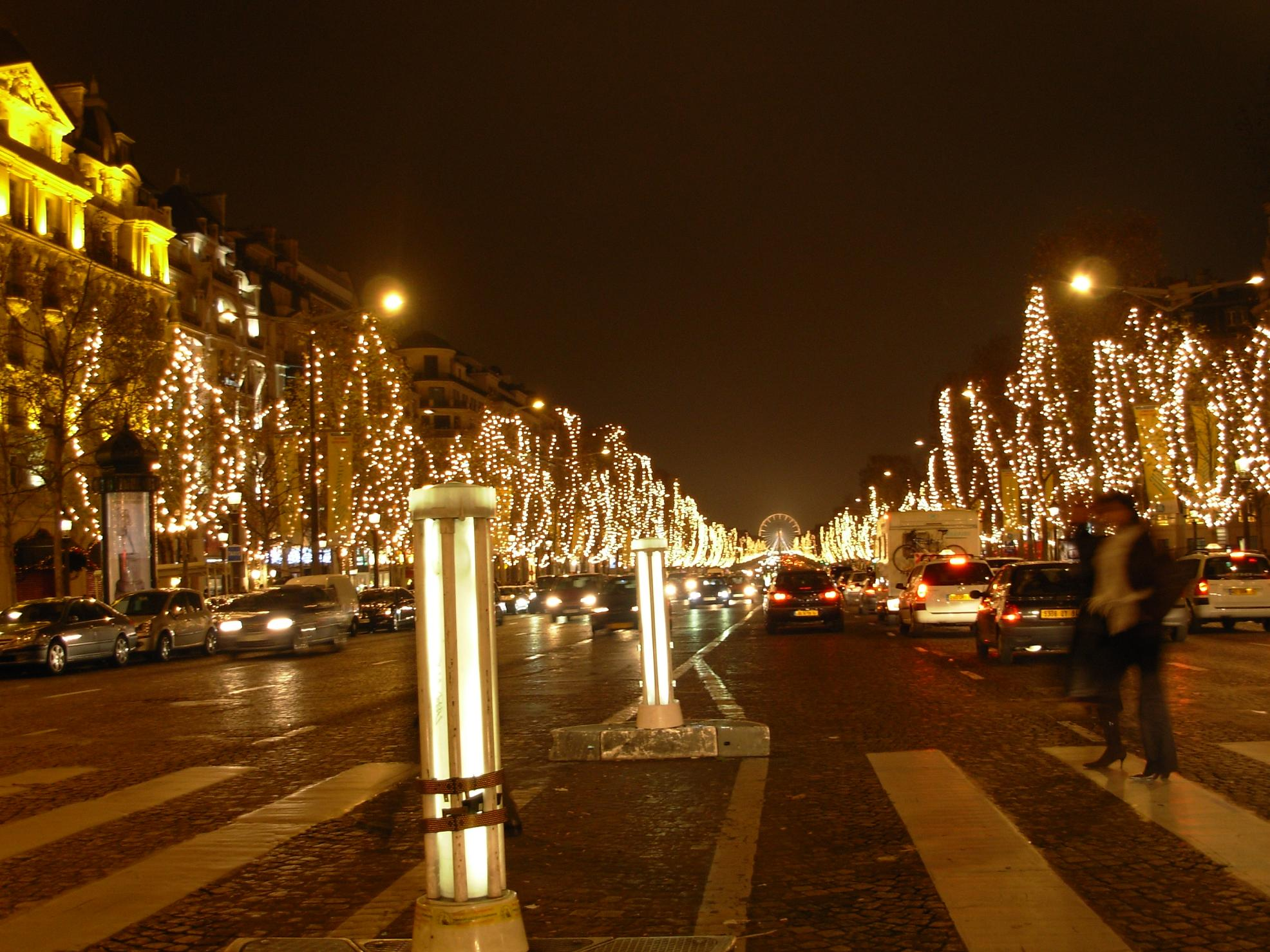
Champs-Élysées
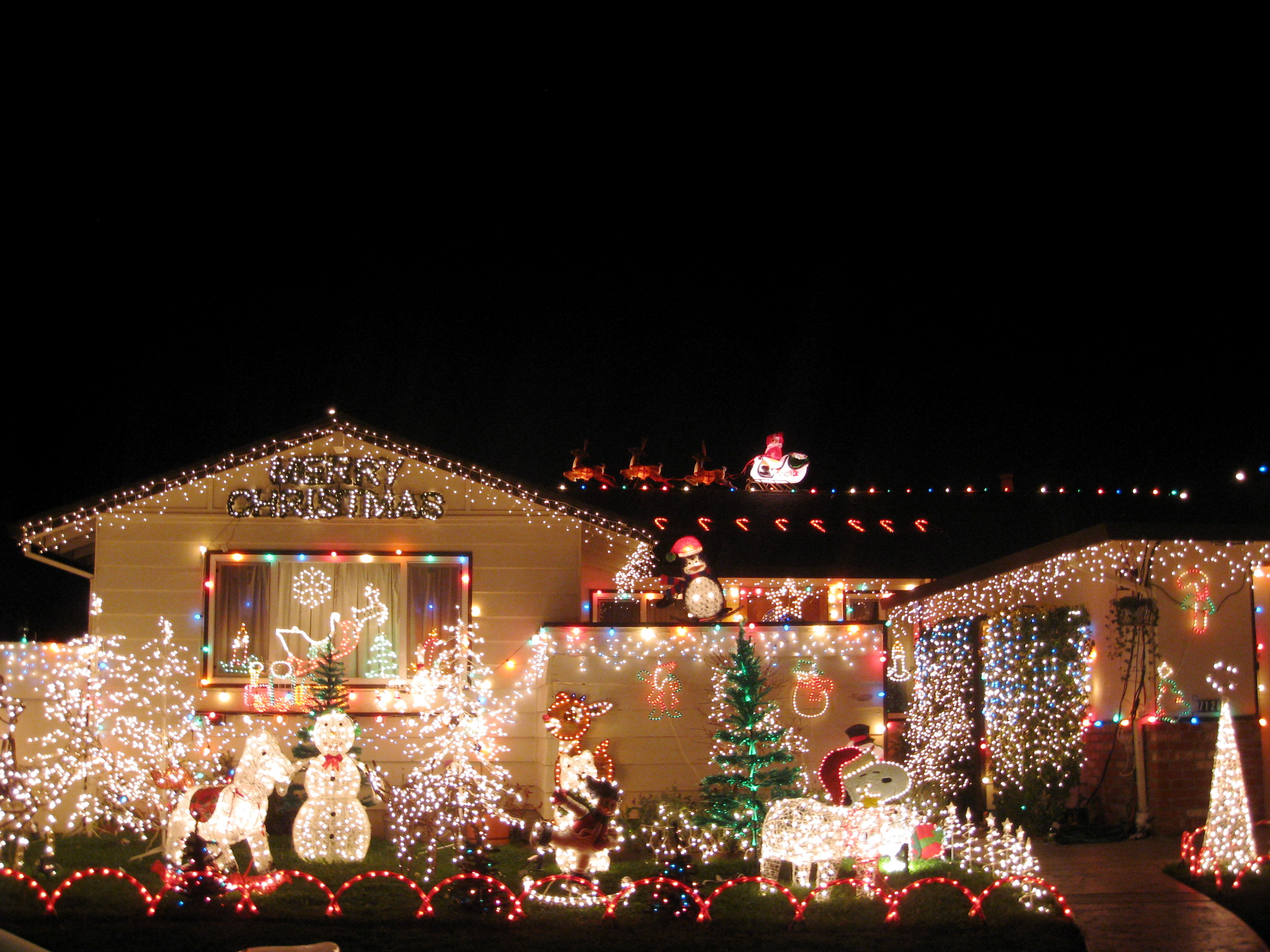
Natale a Dublino, CA.
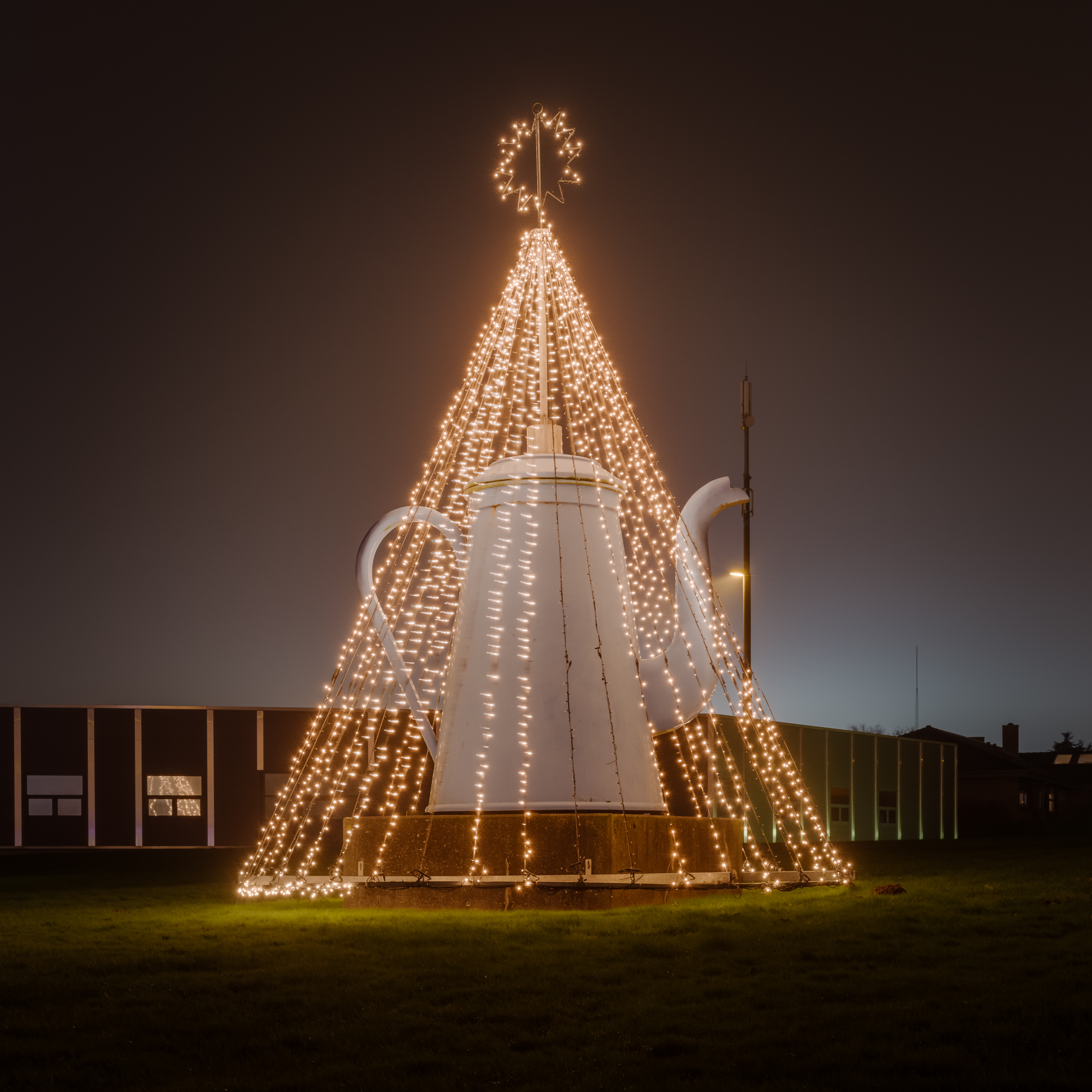
Caffettiera illuminata da Peter Larsen
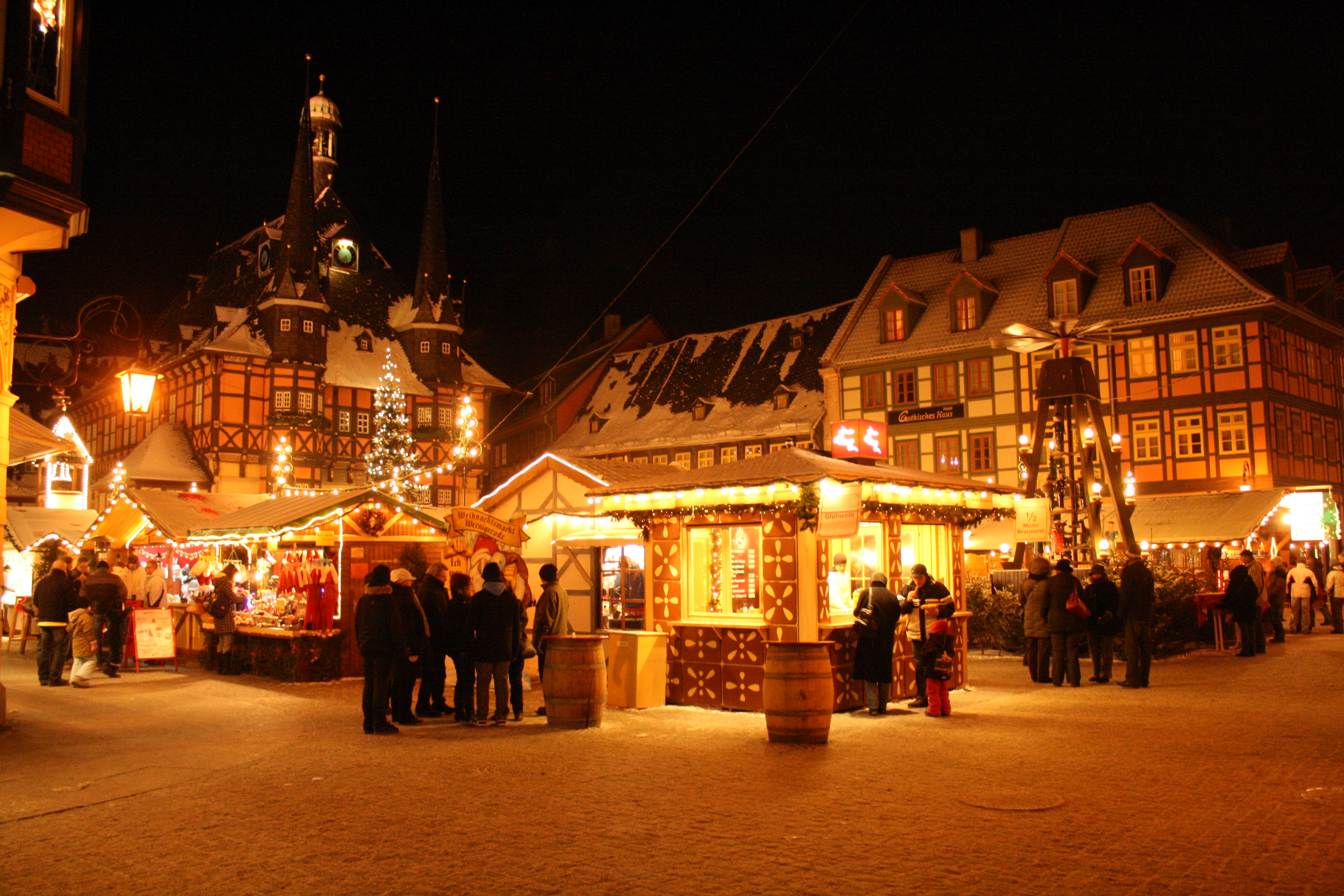
Negozio di luci natalazie
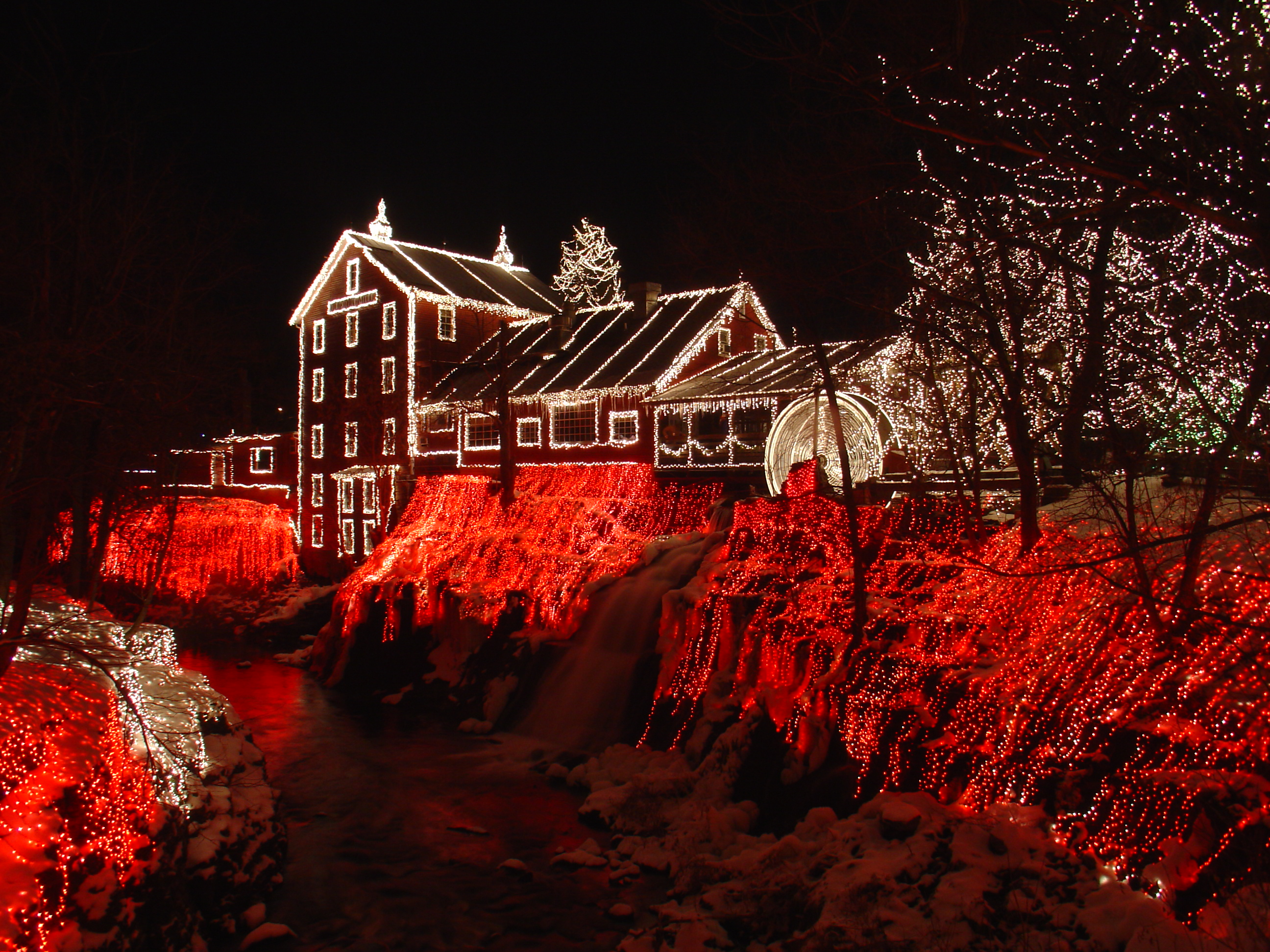
Clifton Mill nel 2005
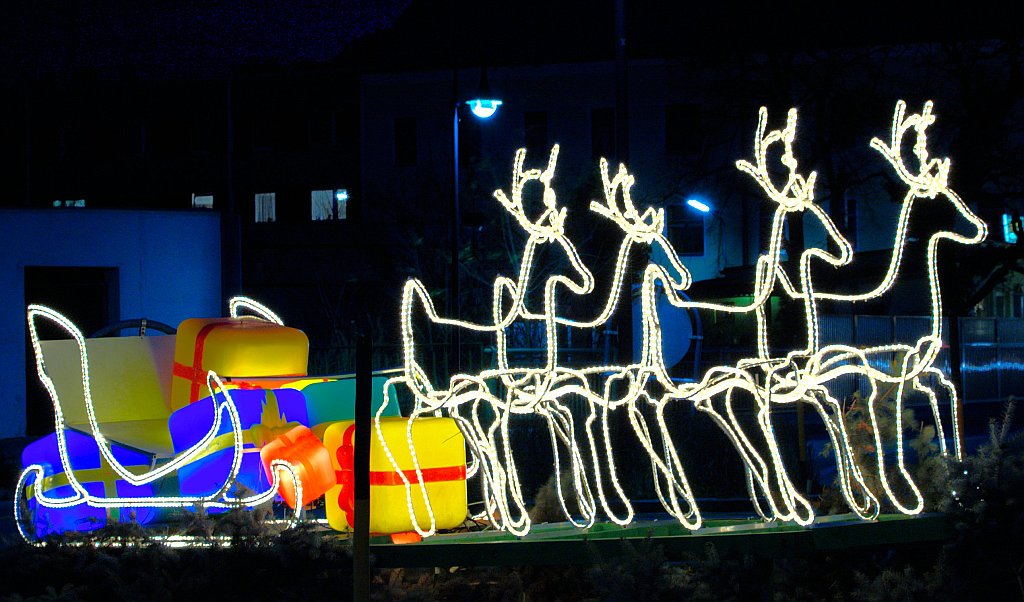
Luci a LED in Gänserndorf, Austria
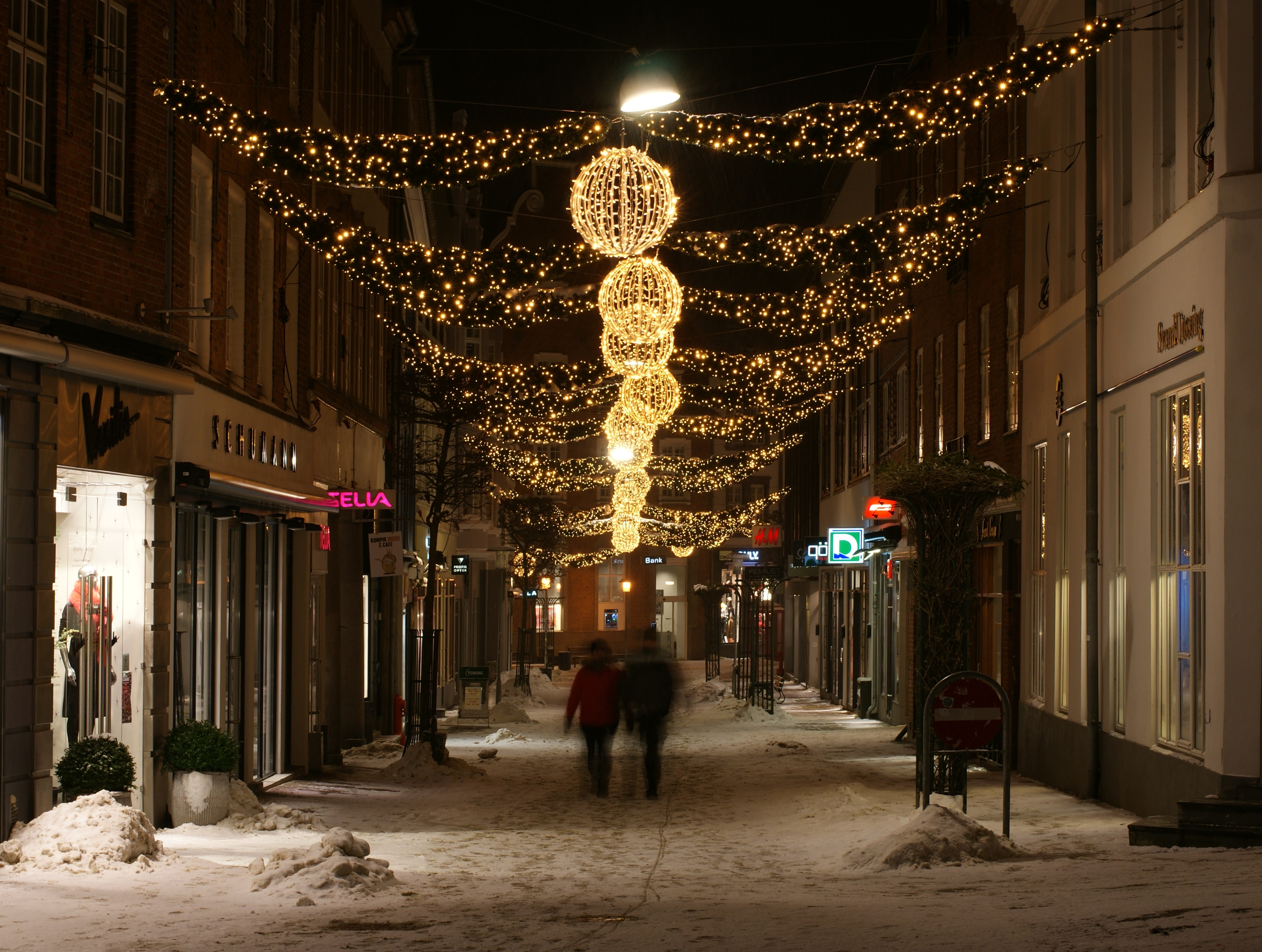
Illuminazione stradale natalizia a Viborg
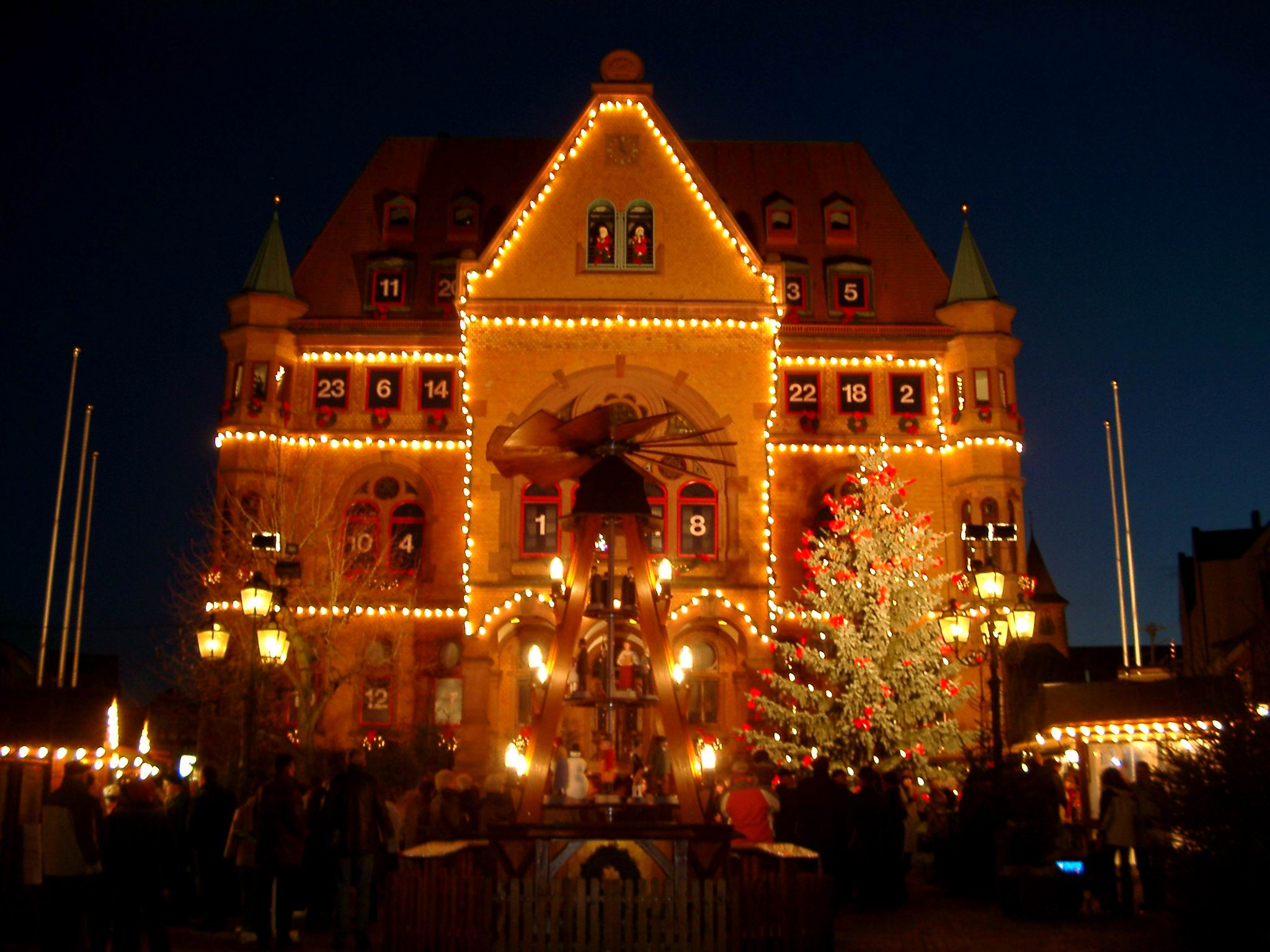
Hünfeld Adventskalender
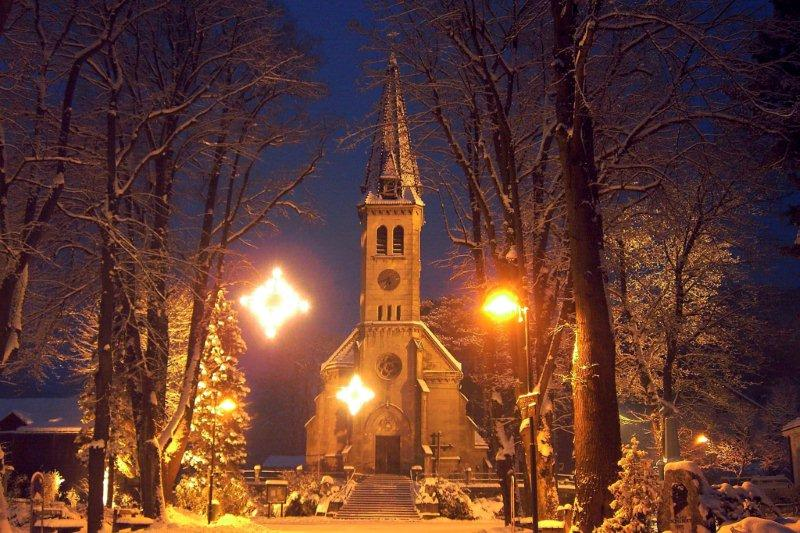
Decorazione natalizia di fronte alla chiesa di Weissenbach an der Triesting
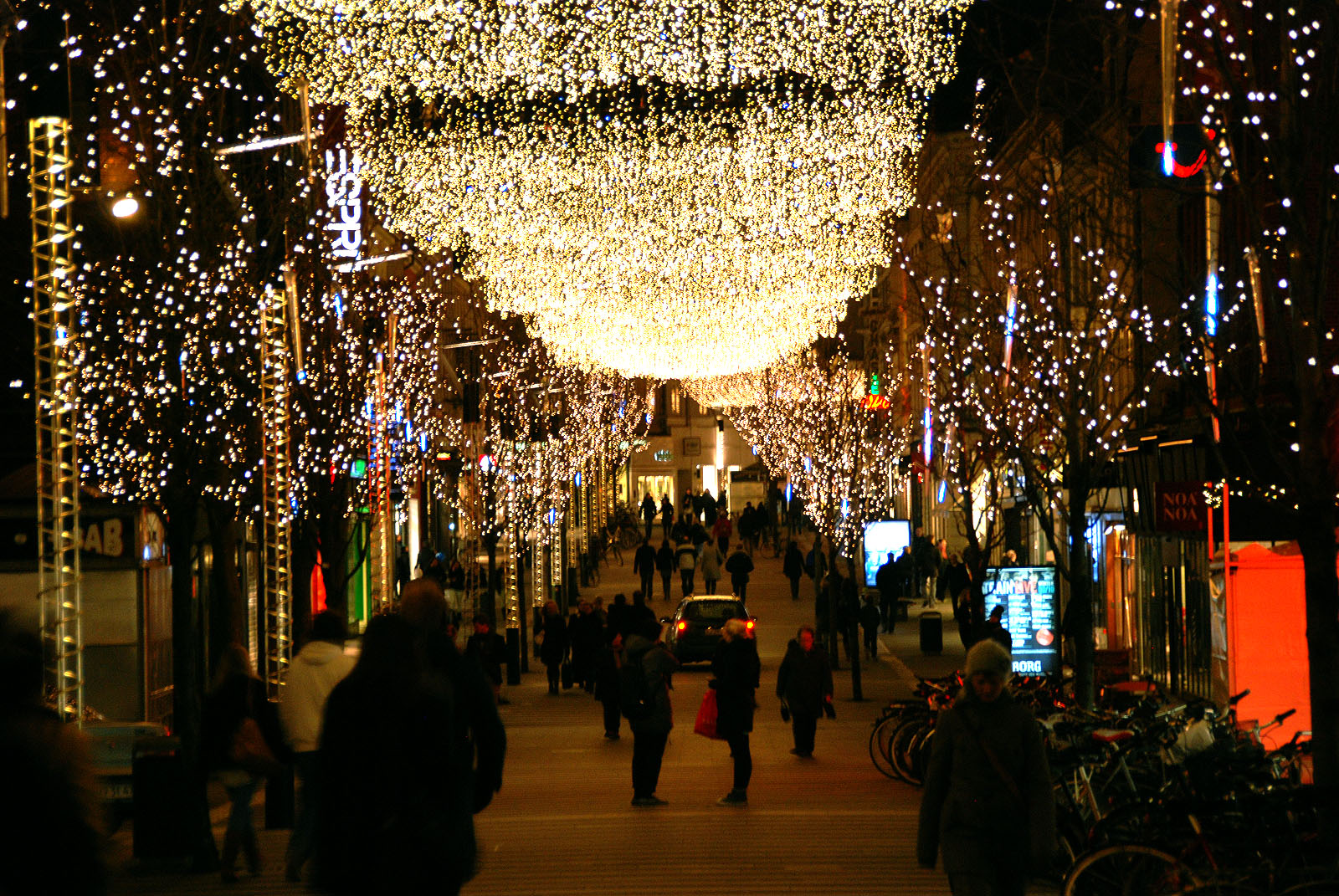
Luci di Natale, Aarhus
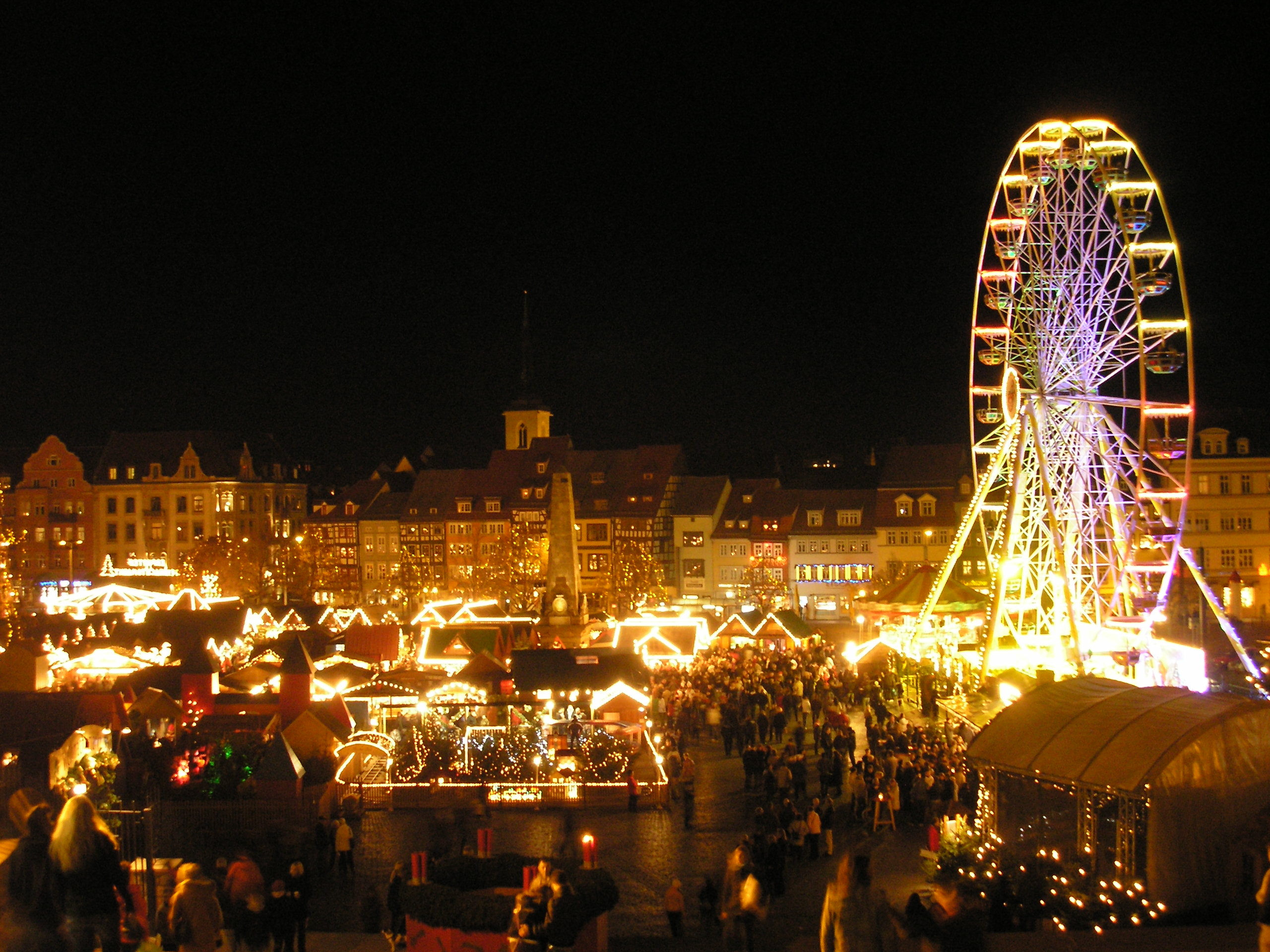
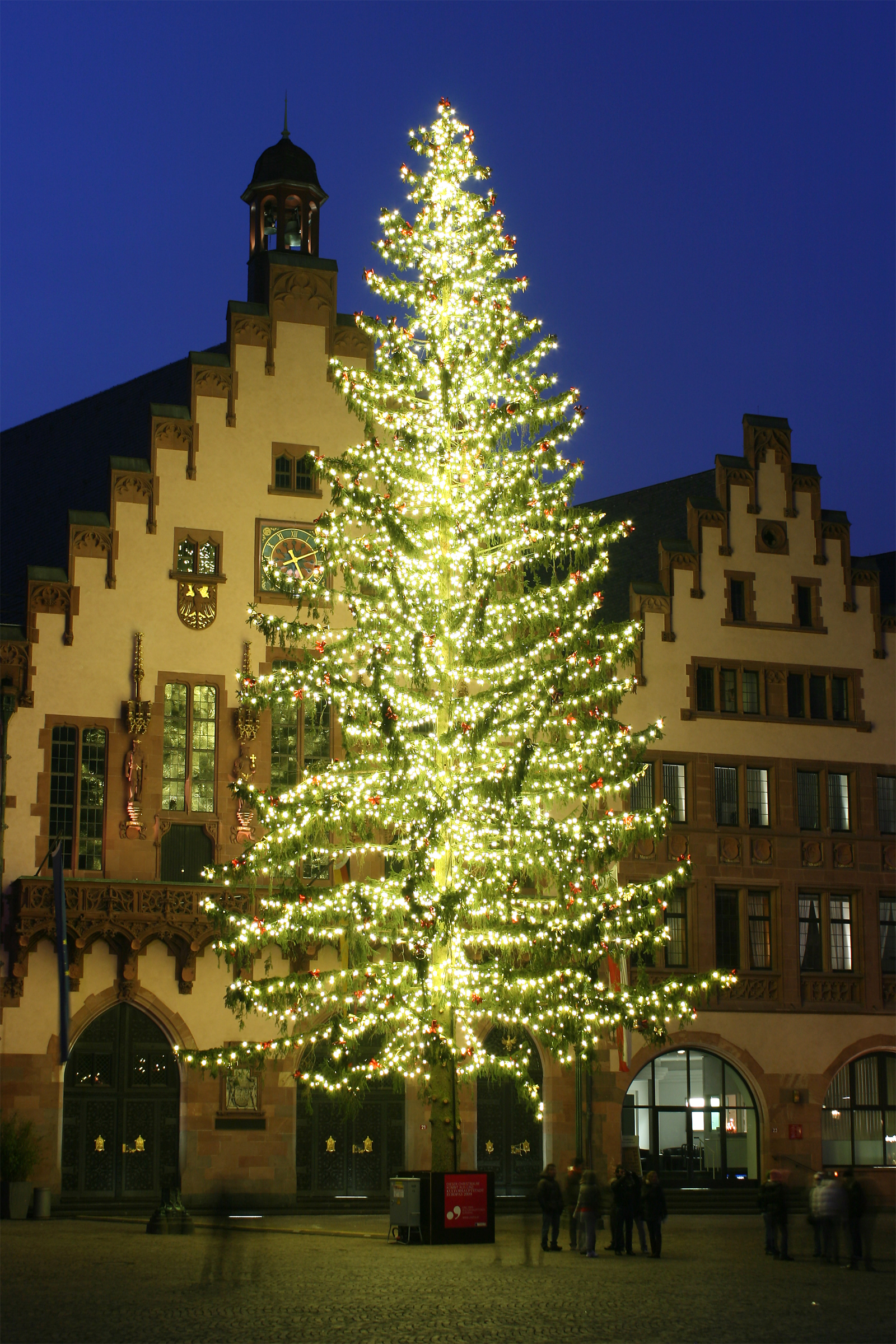
Luci di Natale, Römerberg
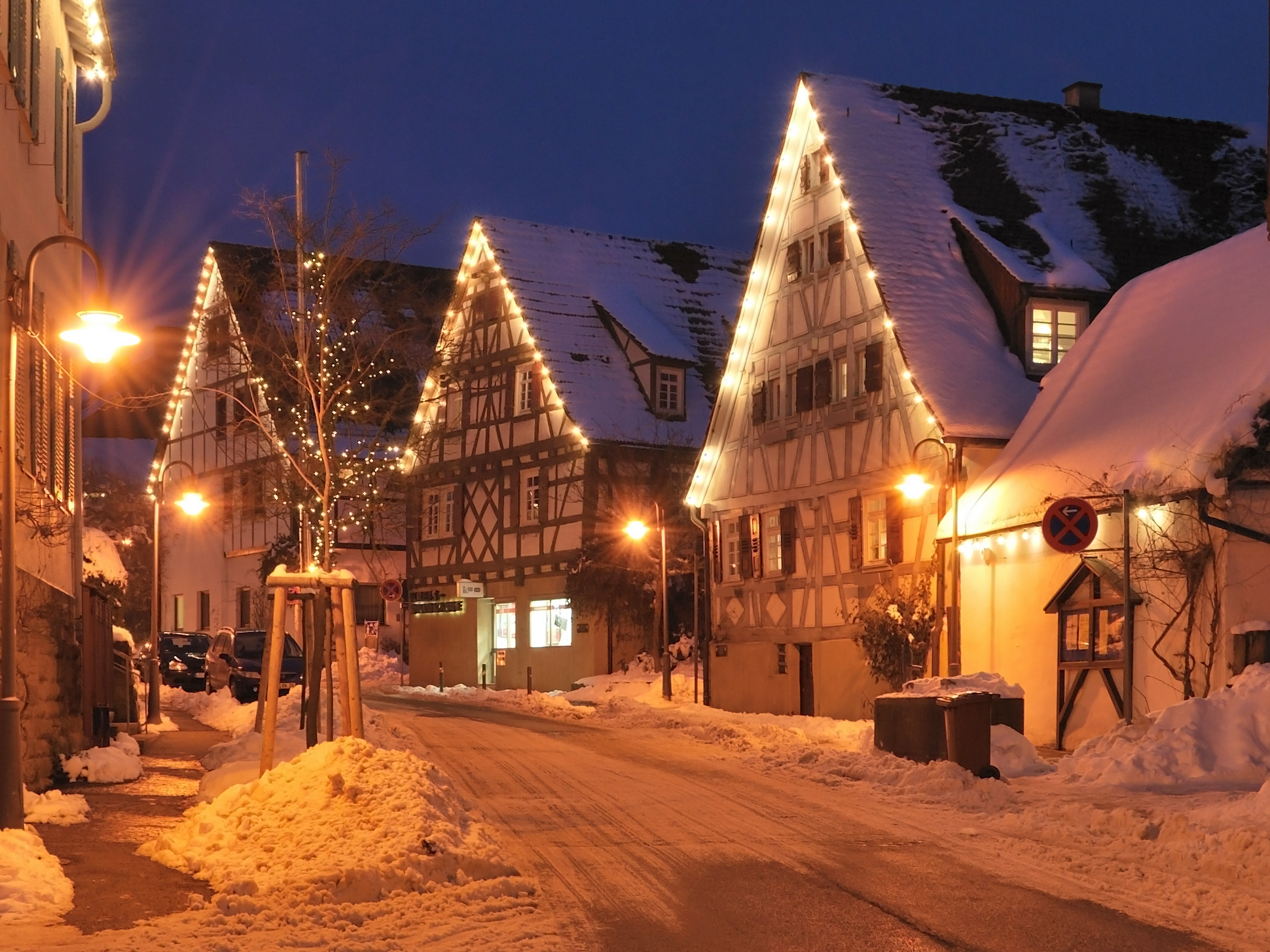
Alberi e case illuminati a Schöckingen
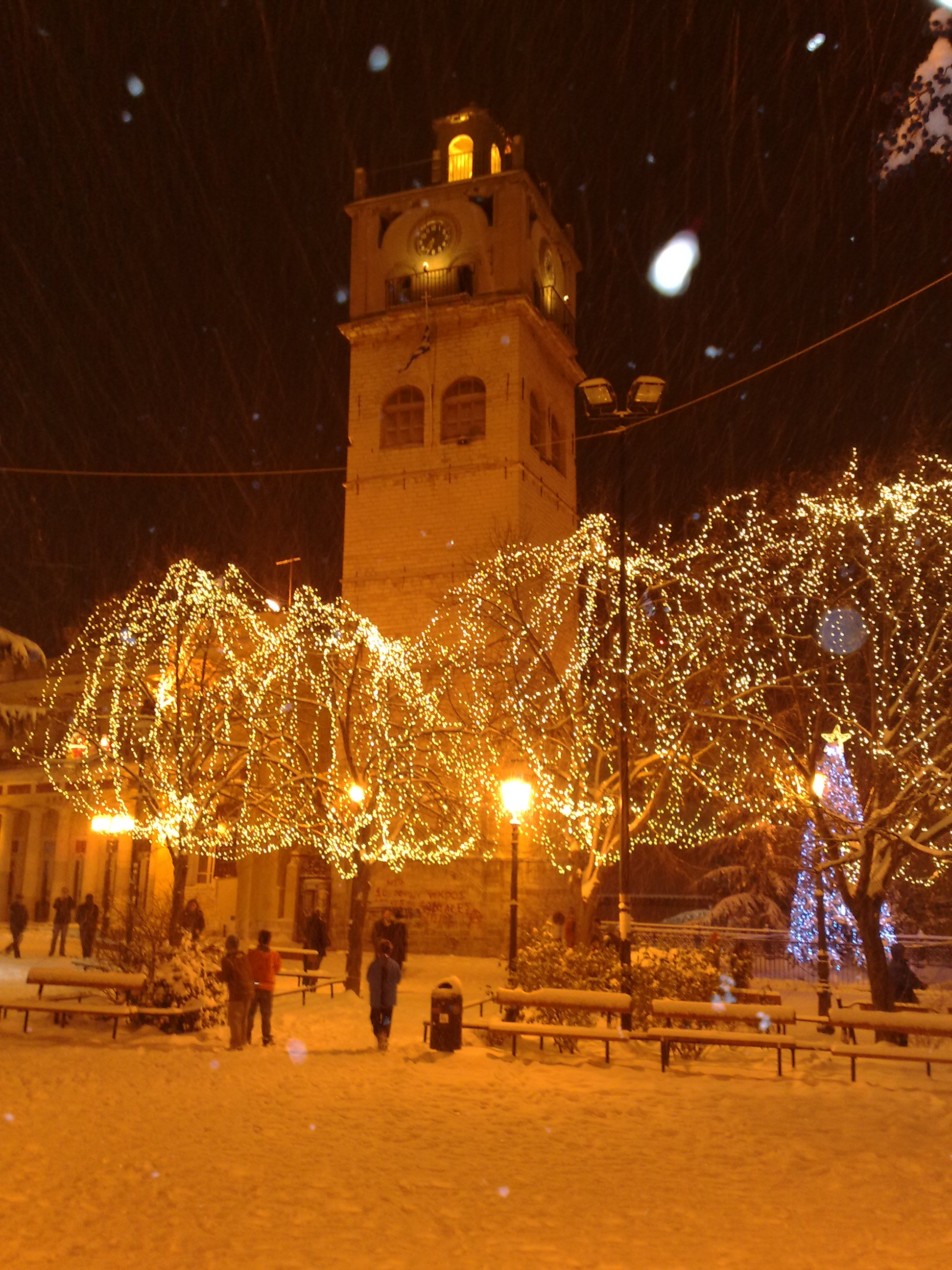
La torre dell'orologio di Kozani; un punto di riferimento della città.
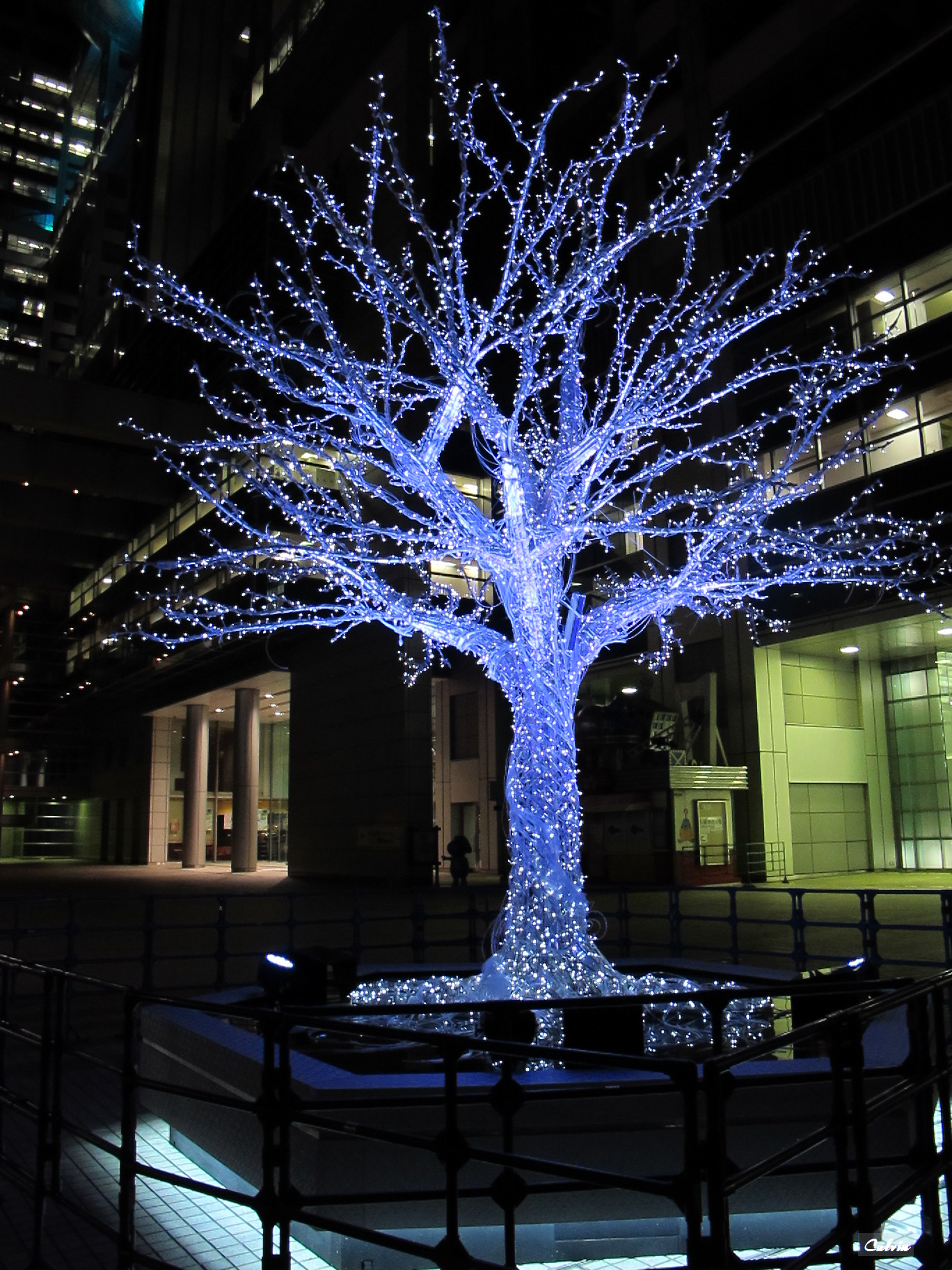
Merry X-mas
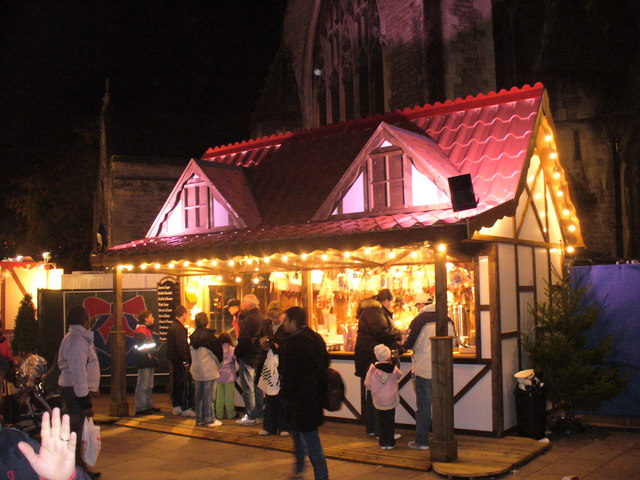
Mercatino di Natale tedesco, Cardiff